# Остров Енгалычева
Остров Енгалычева — остров в России, расположенный в бухте Подкагерная залива Шелихова в Охотском море, к юго-западу от полуострова Тобизена и мыса Божедомова и устья реки Подкагерная, у северной части западного побережья полуострова Камчатка. Относится к Карагинскому району Камчатского края.
Остров назван в 1871 году по фамилии лейтенанта князя Константина Елпидифоровича Енгалычева (1841—?), исполняющего обязанности вахтенного начальника на паровой шхуне «Сахалин». Сибирской флотилии под командованием Германа Германовича Тобизина (1833—1871) в момент удара о камни 5 августа 1867 года. В сильный шторм 26 августа шхуну разбило и унесло в море. Поручик Иван Михайлович Божедомов (?—1871), по фамилии которого назван соседний мыс, был штурманом шхуны.